# Tinolius eburneigutta
Tinolius eburneigutta là một loài bướm đêm trong họ Erebidae.